# Лебяжинка
Лебяжинка — посёлок в Красноярском районе Самарской области. Входит в состав сельского поселения Хорошенькое. 

## География
Находится у левого берега реки Сок на расстоянии примерно 26 километров по прямой на северо-восток от районного центра села Красный Яр.

## Население
Постоянное население составляло 12 человек (русские 100%) в 2002 году, 3 в 2010 году.